# 聚楽園大仏

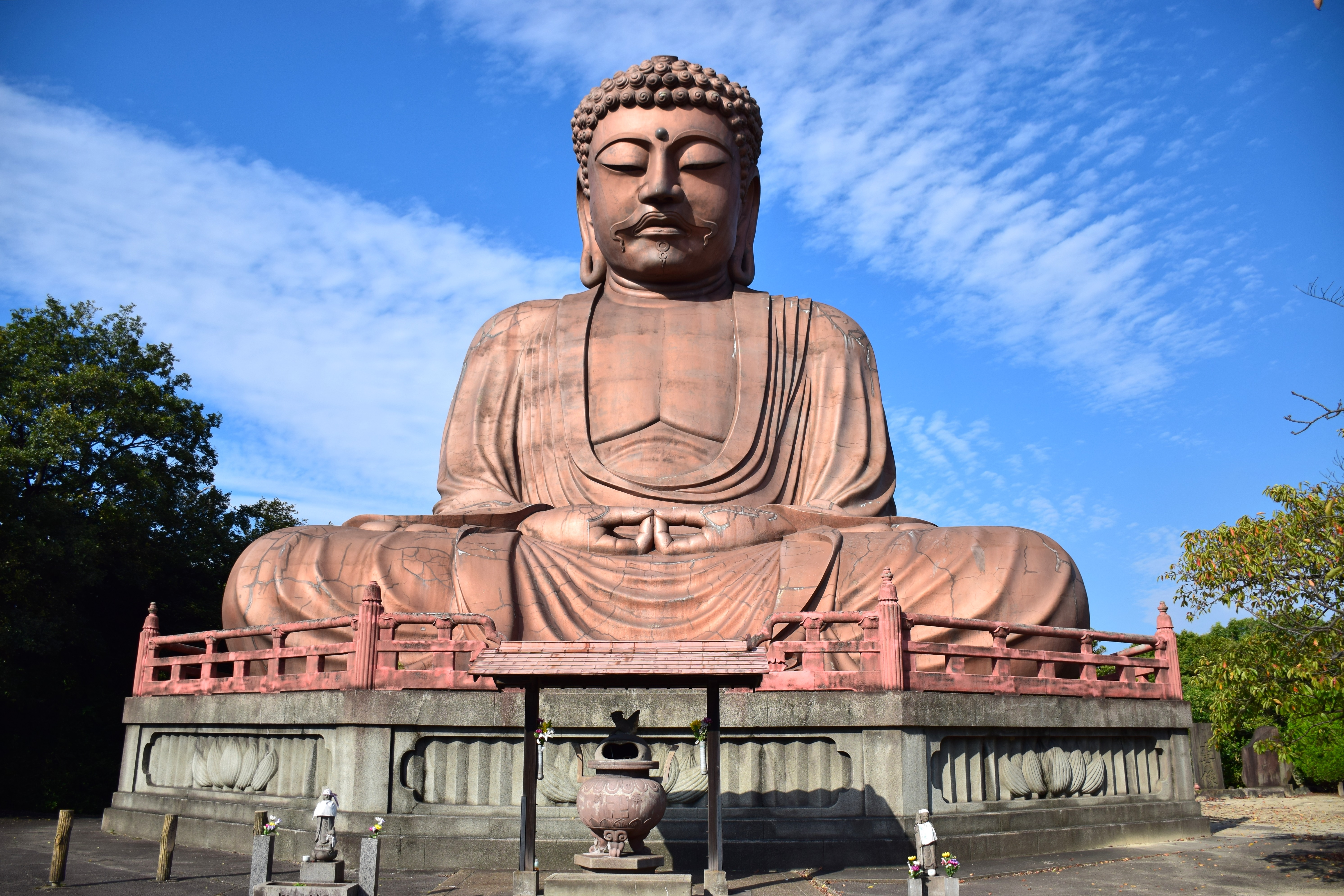
聚楽園大仏

聚楽園大仏（しゅうらくえんだいぶつ）は、愛知県東海市荒尾町の聚楽園にある大仏である。1927年（昭和2年）に実業家であり守口漬の考案者である山田才吉によって建立され、当時は日本最大の大仏だった。聚楽園大仏及び境内地は東海市指定名勝、聚楽園大仏及び仁王像は東海市指定建造物。

## 特徴
- 阿弥陀如来の坐像。
- 像高18.79mの鉄筋コンクリート製。
- 大仏の前には大仏と共に造られた「阿・吽形」の仁王像が立つ。
- 参道、大灯籠、常香炉も建立時からのもの[2]。
- 大仏横には山田才吉翁頌徳碑が残り、かつては山田才吉翁寿像もあったが戦時中に金属供出された[3]。
- 1985年（昭和60年）に終えた補修の際に銅粉を吹き付けたため、見た目は銅製の大仏に見える[4]。

## 歴史

### 建設の経緯

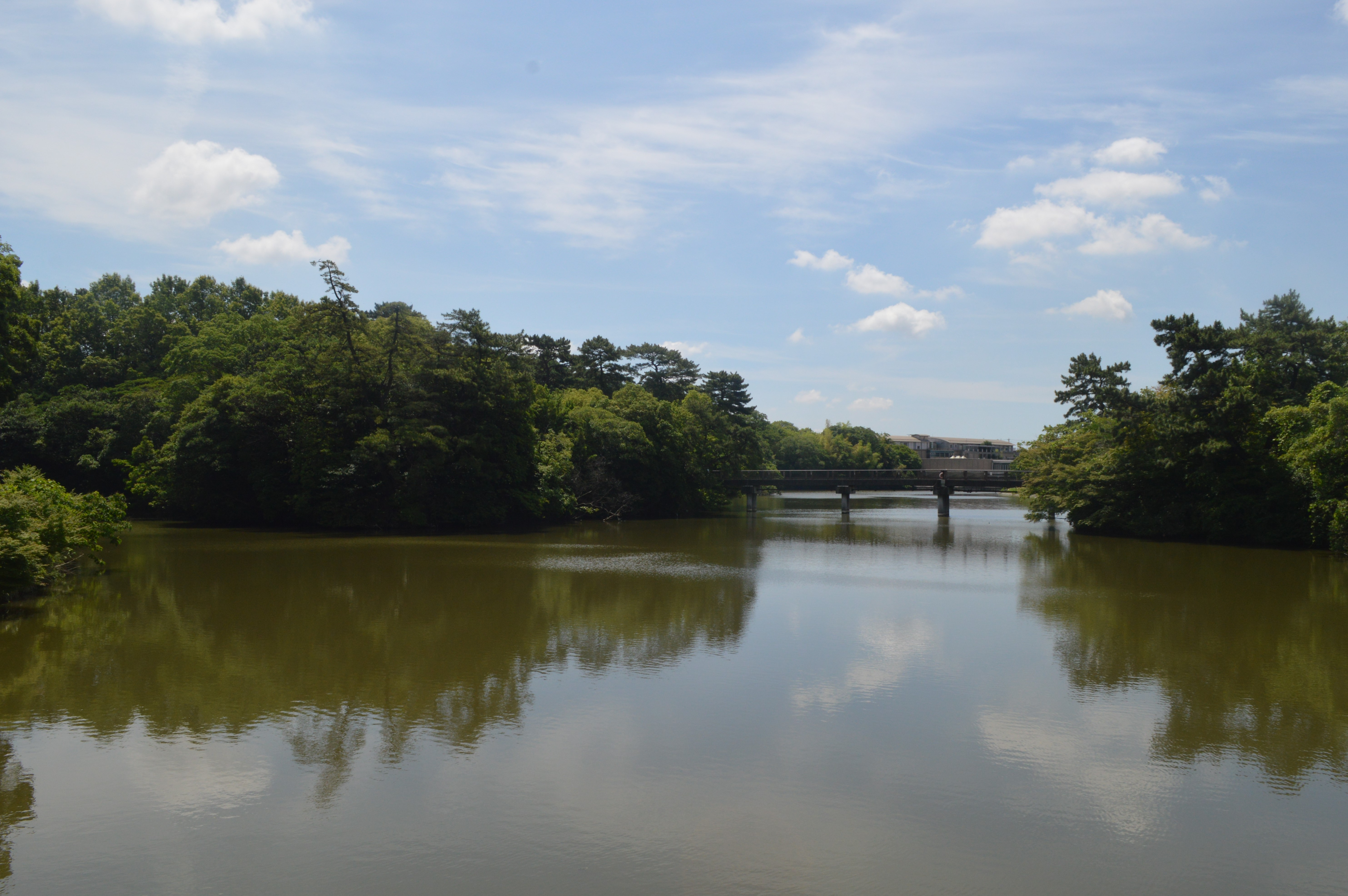
聚楽園

山田才吉が、名古屋市内東築地に「大正天皇御大典記念事業」として人造石による総高21.8mの大仏建立を計画。東築地には当時、才吉が営んでいた料理旅館・南陽館や名古屋教育水族館があった。1916年（大正5年）愛知県知事・松井茂から大仏建立のための寄付金募集の認可をもらい、一般から寄付を募る形で人造石による大仏建立計画を開始した。できるだけ美術的なものにしたいという才吉の考えから、大仏は鎌倉・高徳院の大仏をモデルにした。
才吉が仏教事業に尽くすのは、仏骨の名古屋奉安（覚王山日泰寺）、1910年（明治43年）の名古屋・大龍寺の五百羅漢出開帳および1911年（明治44年）の新出来町から城山への同寺移転など過去に幾度かあり、聚楽園大仏が初めてではない。才吉の大仏建立事務所が記した『大仏建立寄進芳名録』大仏建立趣意書によると、才吉が素材に人造石を選んだのは、かつて才吉は経営していた東陽館を火災、南陽館と名古屋教育水族館を水害で失ったことがあったため、火にも水にも負けないものをということで人造石造りの大仏を考えた。同趣意書によると才吉は、これまで建ててきた巨大建築である東陽館や南陽館に続き、この巨大仏に名古屋を世界に示すための役割を持たせることも考えていた。

### 建設と開眼

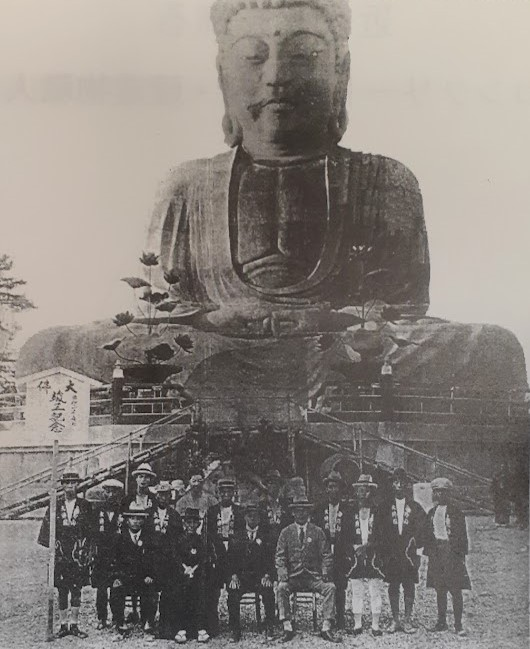
1929年の竣工記念写真

寄付を募るも資金は思うように集まらず、最終的には才吉が私費を投じて計画を進めることになった。場所も当初の東築地から変更し、才吉が知多郡上野村（現在の東海市）に営んでいた料理旅館「聚楽園」の敷地へ。「大正天皇御大典記念事業」から「天皇陛下（昭和天皇）御成婚記念事業」に変えて1924年（大正13年）に鉄筋コンクリート造で着工した。工事は名古屋のペンキ職人である山田光吉（やまだみつきち）の山光堂が担当し、後藤鍬五郎も建設工事に参加した。光吉はモデルとした高徳院の大仏がある鎌倉をしばしば訪れ、数回の模型作りと苦難の末、3年の歳月を費やし大仏を完成させた。大仏の柔和な顔立ち、全体に流れるような曲線美などの技術は、当時の関係各界から賞賛を浴びた。像は当時、日本一の大きさだった。
1927年（昭和2年）5月21日、京都・南禅寺管長の河野霧海を大導師に開眼供養が執り行われた。開眼供養には名古屋および地元の実業家600人、各宗の僧侶300人を招待。300人の稚児行列や花火が上がり近隣から多くの参詣者が訪れた。
台座には国家鎮護のため一切経の写経石が埋められ、胎内には南禅寺から才吉が譲り受けた、後桜町天皇の念持仏だった聖観世音菩薩が礼拝所の厨子内に安置された。聖観音の左右には仏教の各宗開祖の像を描いた軸が7幅ずつ掲げられ、聖観音像へ向かって左には親鸞や達磨などが、同右側には一遍、良忍、空海、良弁などが並んでいた。白毫は照明装置により光を放つ仕組みを考えていたが、まもなく取り払われた。才吉が照明装置を取り払った理由は、山田才吉の二女・山田朝子（渡辺朝子）および三女・山田幾久子（守隨幾久子）の話によると、才吉の夢枕に大仏が現れ「頭が痛い」と訴えたため。照明装置がどれくらいの期間実際に使われたかどうかは、文献がなく定かではない。

### 建設後
かつて聚楽園大仏では坂角が主になり大仏講が開かれていた。毎年5月8日には、上野町（現在の東海市）観光協会と上野仏教会が共催して、町の協賛のもとに花まつりが開かれていた。
日本初の特撮映画とされる1934年（昭和9年）の映画『大佛廻國・中京篇』は、「聚楽園大仏が諸人の祈願に感応して立ち上がり、名古屋とその近郊の観光地を巡る」内容である。
1938年（昭和13年）、聚楽園旅館や大仏を含む聚楽園一体は所有者が名古屋市内の会社に変わり、1983年（昭和58年）に大仏は、保存のために立ち上げられた新たな宗教法人・大仏寺（曹洞宗）の所有となった。同年11月28日に「聚楽園大仏及び境内地」が市指定文化財（市指定名勝）された。建立から半世紀が経ち、体のあちこちにひび割れや内部に雨漏りが起こるようになったため、地元関係者が修復工事を計画した。修復費用を工面するため、地元関係者および山田才吉の二女と三女の家を含めた「聚楽園大仏修繕奉賛会」が立ち上がった。市民から募った浄財と東海市の助成をもとに、1984年（昭和59年）から修繕工事が始まり1985年（昭和60年）に修復落慶開眼供養が執り行われた。

### 近年の動向

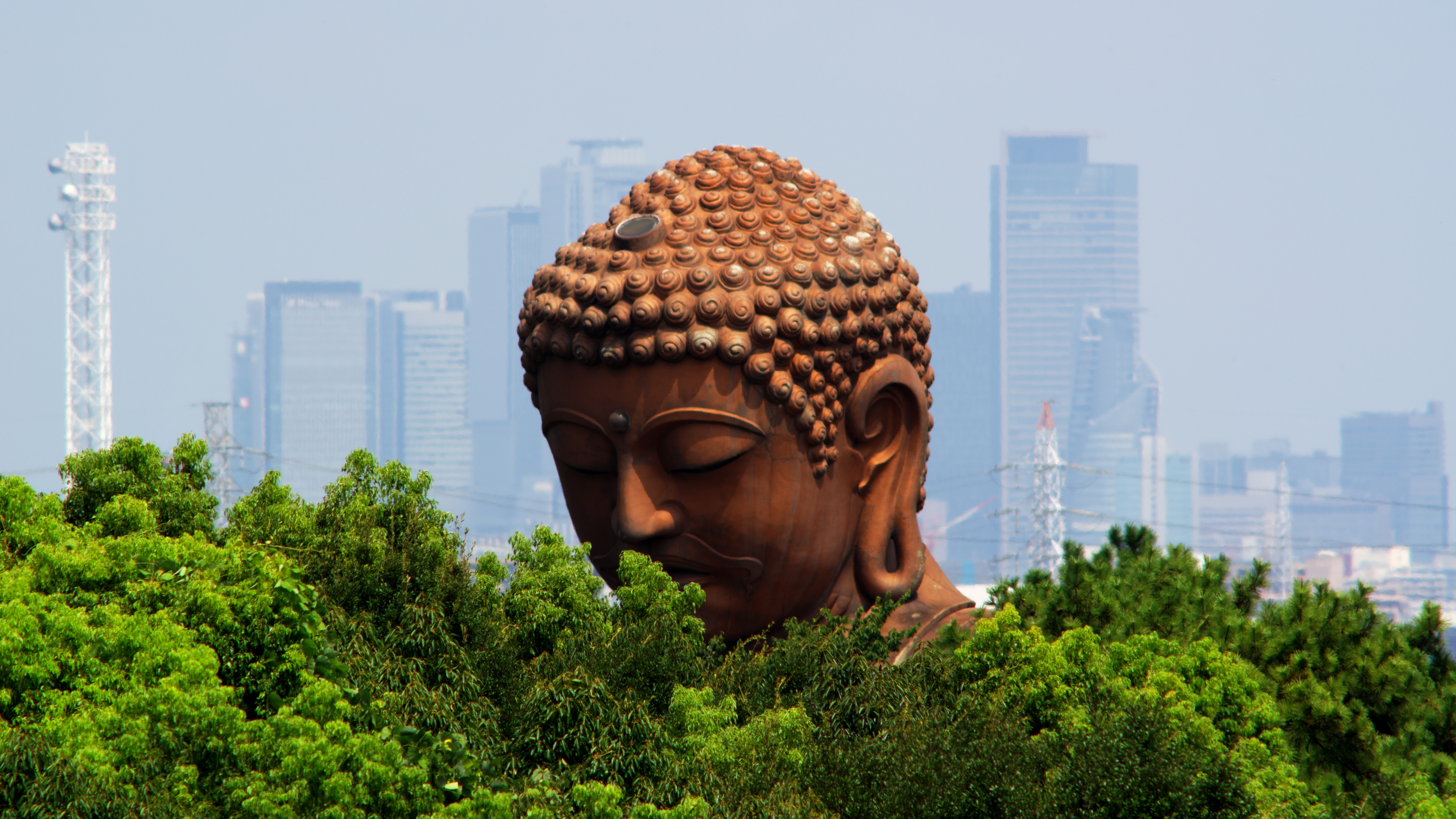
聚楽園大仏と名古屋市名駅地区のビル群

1993年（平成5年）公開のインド映画『ボンベイtoナゴヤ』では聚楽園大仏境内がロケ地の一つとなった。1997年（平成9年）大仏境内地に隣接する聚楽園公園は、しあわせ村として東海市により整備された。
2006年（平成18年）に山田才吉の三女・守隨幾久子の私費により参道および仁王像の修繕が行われた。2018年（平成30年）に聚楽園の関連文化財を保護することを目的に山田才吉のひ孫の守隨亨延を代表として「聚楽園大仏を次の世代に伝える会」が設立された。2018年から東海市による学術調査が始まった。2018年12月に『大佛廻國・中京篇』を原作とした映画『大仏廻国 The Great Buddha Arrival』が公開。2019年（令和元年）5月にフランス、イギリス、ドイツで上映された後、同6月に聚楽園で凱旋上映された。2020年（令和2年）に名古屋大学教授・西澤泰彦と同准教授・堀田典裕、日本診断設計株式会社によって行われた東海市学術調査の報告書がまとめられた。2021年（令和3年）に「聚楽園大仏及び仁王像」として仏像本体が市指定文化財（市指定建造物）となった。2022年（令和4年）に愛知大学中部地方産業研究所研究員・天野武弘の調査で、聚楽園の敷地の一部だった守隨家住宅（旧山田家住宅）石積護岸の人造石工法（長七たたき）が判明すると共に、聚楽園大仏を構成する一部（大仏と仁王像の基礎地盤、大仏の螺髪、大灯籠、常香炉、参道欄干・手摺り）で人造石工法が用いられている可能性が高まった。聚楽園大仏が東海市にあり山田才吉は晩年を聚楽園の邸宅で過ごしたことを縁に、現在は東京に店を構える喜多福総本家の守口漬の販売が、2023年（令和5年）から東海市観光物産プラザで始まった。同社の守口漬は愛知県下では東海市観光物産プラザが唯一の販売場所である。

## エピソード
小酒井不木を中心に江戸川乱歩、国枝史郎、長谷川伸、土師清二という5人の作家（翌年に平山蘆江が加わり6人）によって1927年（昭和2年）に結成された同人グループ「耽綺社」が書いた探偵小説『南方の秘宝』の舞台として聚楽園大仏が登場する。「南方」とは名古屋から見て南にあるということ。同作は名古屋新聞に1928年（昭和3年）7月1日から8月10日まで41回にわたって連載された。その後1929年（昭和4年）に小澤映画聯盟製作第1回作品として監督小澤得二、主演高田稔・月村節子で映画化された。
かつて京都に存在した方広寺大仏（京の大仏）は日本一の高さを誇っていたが、文献記録（愚子見記、都名所図会等）によれば、像高は6丈3尺（約19m）とされ、聚楽園大仏とほぼ同じ高さであった。

## 交通アクセス
- 名鉄常滑線聚楽園駅から徒歩約5分。